# Östkinds härad

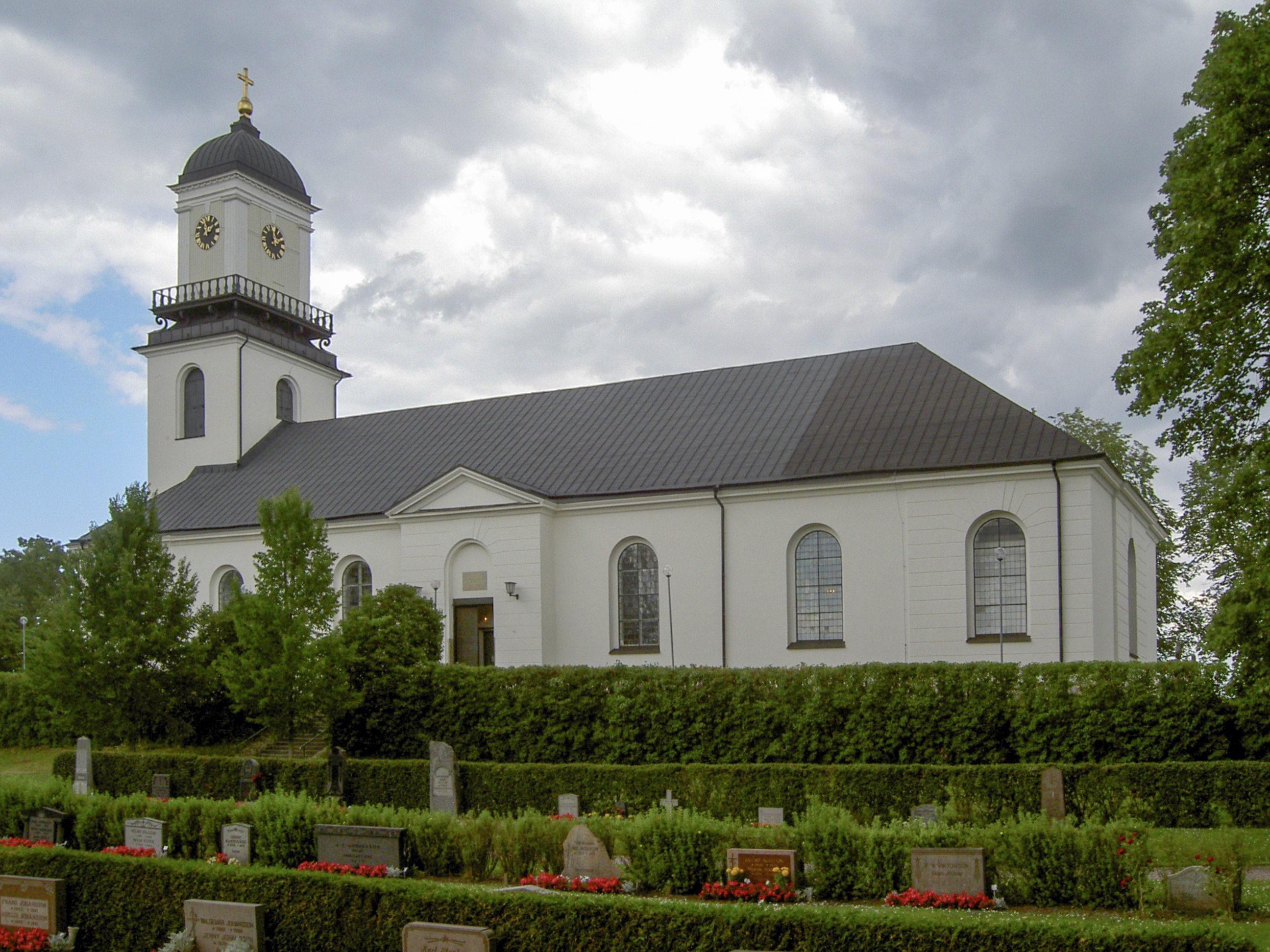
Östra Husby kyrka

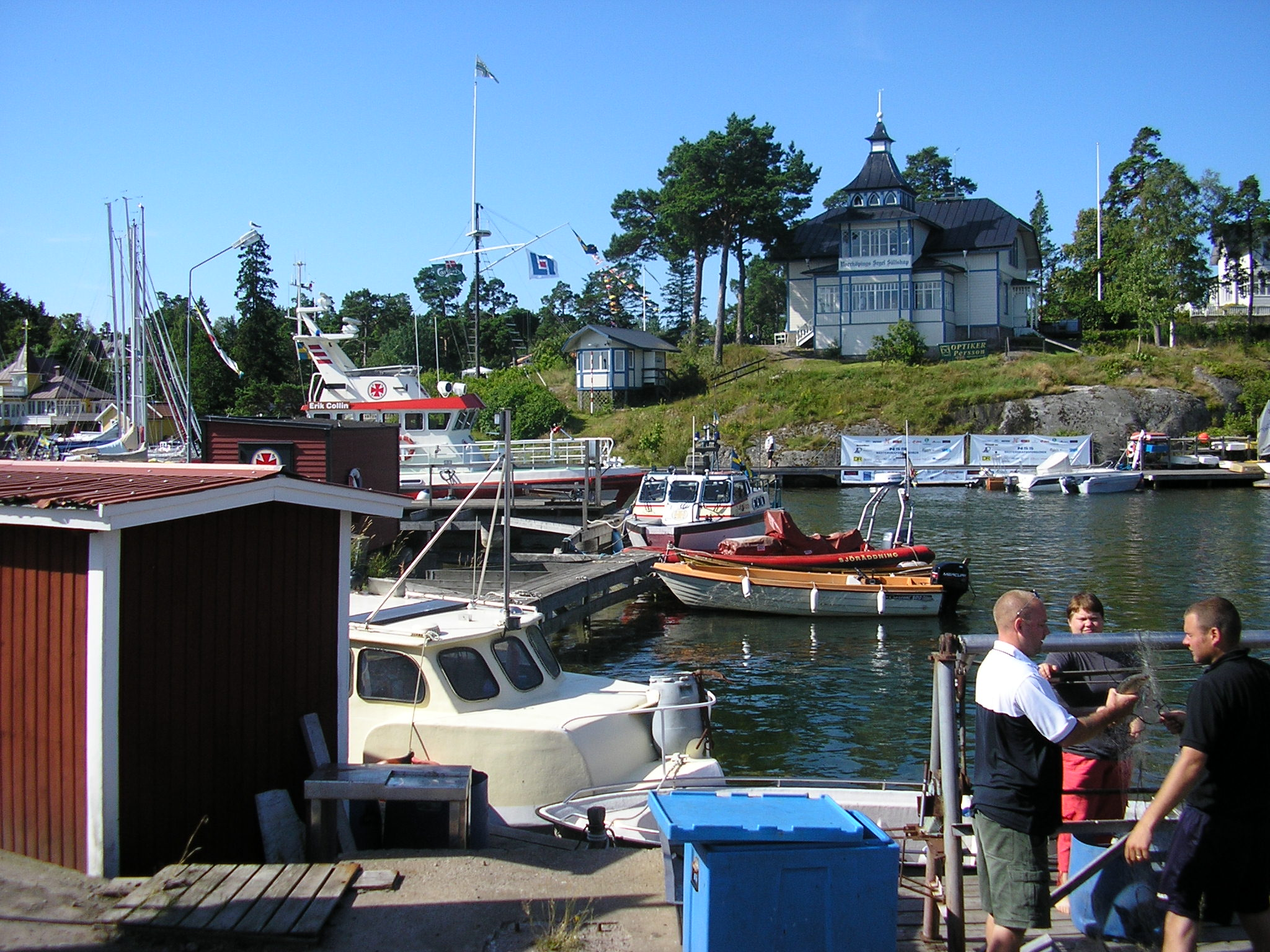
Hamnen i Arkösund

Östkinds härad var ett härad i nordöstra delen av Östergötland och en del (Kvarsebo socken) som ibland har räknats till Södermanland. Häradet omfattade delar av nuvarande Norrköpings kommun. Den totala arealen mätte 361 km², varav 359 land och befolkningen uppgick år 1934 till 5 974 invånare. Tingsställe var före 1823 Östra Husby för att därefter vara Björkekinds härads tingsplats Höckerstad. 1863 flyttades tingsstället till Norrköping.

## Geografi
Östkinds härad bestod av två av havsviken Bråviken skilda delar. Den nordligare bestod av en socken – Kvarsebo socken – och utgjorde den ostligaste delen av skogsområdet Kolmården, vilket skiljer landskapen Södermanland och Östergötland från varandra. De södra delarna var belägna på halvön Vikbolandets nordöstra del öster om Norrköping. Landskapet var norr om Bråviken skogbeklätt och relativt höglänt, vilket avtecknar sig genom en imponerande förkastningsbrant 50-100 m ö. havsytan i viken nedan. Vikbolandet är en småkullig och i hög grad uppodlad slättbygd, vilken utgör den östligaste utlöparen till den vidsträckta Östgötaslätten. I havsbandet utgjorde Östkinds härad en del av Östgötaskärgårdens sönderskurna kustremsa, med ett antal större öar och mindre skär vilka sträcker sig från Bråviken i norr till Gottenvik i söder. Östkinds härad gränsade i väster till Lösings härad och i söder till Björkekinds härad. I norr och öster låg Jönåkers härad i Södermanlands län i vad som idag är Nyköpings kommun. 
Häradet saknade köpingar och municipalsamhällen. Största tätort är idag Östra Husby belägen cirka 20 kilometer öster om Norrköping.

## Historia
Landskapet Östergötland har varit befolkat sedan urminnes tider och dess invånare omtalas för första gången under folkvandringstiden. Redan tidigt utgjorde landskapet en av de tre centralbygder som under medeltiden skulle komma att forma konungariket Sverige. Slättbygderna i landskapets centrala delar genomkorsades under stenåldern av en fjärd som förband sjön Vättern med havet, och vartefter landet höjdes bildades den bördiga Östgötaslätten på vilken delar av Östkinds härad var beläget. Vikbolandet har länge varit en rik jordbruksbygd och med ett mycket fördelaktigt läge mellan inloppen till två genom historien viktiga hamnstäder, Söderköping vid Slätbaken i söder som från 1500- och 1600-talen ersattes av Norrköping vid Bråviken i norr. Namnet Östkind har ett efterled -kind som är vanligt bland häradsnamnen i Östergötland och som är besläktat med isländskt ord för släkt eller ätt. Namnet antyder att det fordom låg en kungsgård i Östra Husby och häradets tingsplats omnämns för första gången som liggande i Lytisberga i Östra Husby socken år 1381. År 1760 flyttade häradsrätten in i ett nybyggt tingshus vid Östra Husby kyrka från att tidigare ha legat i sockenstugan, för att år 1823 förläggas till Tingsborg i Östra Ny socken i Björkekinds härad. Östra Husby kyrka uppfördes sannolikt från 1100-talet på platsen för en förkristen kultplats, medan Östra Stenby och Häradshammars kyrkor härrör från 1200-talet. De övriga kyrkobyggnaderna i häradet är av nyare datum. 
Läget vid havet och de viktiga farlederna har genom historien gjort Vikbolandet till såväl mötesplats som försvarspunkt. Samhället Arkösund på halvöns ostligaste udde har fordom fungerat som mötes- och uppankringsplats för flottstyrkor och längs Bråvikens södra strand finns flera skansar vars funktion var att övervaka inloppet. Bland dessa märks Lönö skans och Arkö skans som uppfördes under 1600-talets danska krig, samt Skenäs skans som uppfördes efter de ryska kusträderna under kriget år 1719 då bland annat Norrköping brändes. Vid den senare låg även Skenäs slott som var en kungsgård som omnämndes under medeltiden som ett gods under ätten Banér, men som senare hamnade under kronan under kung Gustav Vasa. Även Skenäs brändes år 1719 liksom Ållonö slott beläget längre in i viken. Det senare uppfördes ursprungligen under 1500-talet men växte med tiden till ett präktigt barockslott, som efter att det förstördes kom att återuppbyggas under mitten av 1700-talet. Sitt nuvarande utseende fick slottet efter en renovering i början av 1900-talet. Värt att nämna är även Mauritzbergs slott som uppfördes under 1500-talet, men som fick sitt nuvarande utseende efter att det återuppbyggdes år 1725. Häradets äldsta slott är dock Stensö borg som troligtvis uppfördes som försvarskastal under 1100-talet. Borgen omnämns i skriftliga källor under mitten av 1300-talet då en ringmur troligtvis också tillkommit. Mycket litet är känt om borgen, och den kan eventuellt ha förstörts i samband med Engelbrektsupproret då detta närmade sig det sydligare belägna Stegeborgs slott. 
I slutet av 1800-talet byggdes den smalspåriga Vikbolandsbanan ut mellan Norrköping och Arkösund och Östra Husby kom att växa till den största orten på Vikbolandet, vilket ledde till att företag och en del serviceinrättningar etablerades på platsen. Vid Gottenvik söder om Arkösund fanns ett kopparverk vars malm bröts i Rönö socken längre söderut. Vidare fanns här ett säteri. Arkösund var ursprungligen tänkt som en uthamn till Norrköping vilket dock ej blev fallet, och istället utvecklades orten till bad- och semesterort. Utvecklingen kom av sig när trafiken på järnvägen lades ner år 1960.

## Socknar
Östkinds härad omfattade fem socknar. 
- Häradshammar
- Jonsberg
- Kvarsebo
- Östra Stenby
- Östra Husby

## Län, fögderier, tingslag, domsagor och tingsrätter
Socknarna ingick i Östergötlands län, med Kvarsebo till slutet av 1600-talet i Södermanlands län. Församlingarna tillhör(de) Linköpings stift med Kvarsebo församling till 1952 tillhörde Strängnäs stift.
Häradets socknar hörde till följande fögderier:
- 1720-1899 Lösings, Björkekinds, Östkinds fögderi
- 1900-1917 Björkekind, Östkind, Lösing, Bråbo och Memmings fögderi
- 1918-1990 Norrköpings fögderi.

Häradets socknar tillhörde följande tingslag, domsagor och tingsrätter:
- 1680-1873 Östkinds tingslag i
  - 1720-1794 Lösings, Björkekind, Östkinds och Hammarkinds häraders domsaga (mellan 1780 och 1790 delad)
  - 1795-1873 Lösings, Bråbo (från 1849), Memmings (från 1853), Björkekinds och Östkinds häraders domsaga
- 1874-1903 Björkekinds och Östkinds tingslag
- 1904-1947 Bråbygdens tingslag
- 1948-1970 Bråbygdens och Finspånga läns domsagas tingslag i Bråbygdens och Finspånga läns domsaga

- 1971- Norrköpings tingsrätt och domsaga

## Häradshövdingar
| Ämbetstid | Namn                                 | Levnadstid |
| --------- | ------------------------------------ | ---------- |
| 1381–1390 | Sten Bosson (Natt och Dag)           |            |
| 1410      | Jakob Ingemarsson                    |            |
| 1428–1434 | Olof Haraldsson                      |            |
| 1447      | Karl Knutsson (Bonde)                |            |
| 1453–1458 | Jakob Ingemarsson Tiby               |            |
| 1470–1478 | Eskil Isaksson (Banér)               |            |
| 1517      | Nils Eskilsson (Banér)               | –1520      |
| 1537–1545 | Christer Larsson (Siöblad)           |            |
| 1554–     | Svante Sture (Natt och Dag)          |            |
| 1559–     | Jöran Sonesson                       |            |
| 1568–1569 | Peder Siöblad                        |            |
| 1573      | Palne Eriksson Rosenstråle           |            |
| 1580–1587 | Per Olofsson (Örnfot i Östergötland) |            |
| 1587–1591 | Göran Snakenborg                     |            |
| 1595–1598 | Eder Pedersson (Store)               |            |
| 1599–     | Lindorm Ribbing                      |            |
| 1601–1619 | Harald Eriksson (Roos af Hjelmsäter) |            |
| 1620–1622 | Erik Slatte                          |            |
| 1625–1627 | Gustaf Svensson                      |            |
| 1628–     | Anders Christoffersson Grip          |            |
| 1680-1681 | Gustaf Kurck                         | 1624-1689  |
| 1681-1684 | Knut Kurck                           |            |
| 1684-1692 | Samuel Regner                        |            |
| 1692-1698 | Samuel Gyllenadler                   |            |
| 1698-1709 | Peter Ekner                          |            |
| 1709-1721 | Daniel Sparrsköld                    | 1686-1739  |
| 1721-1724 | Erik Gyllenecker                     |            |
| 1724-1748 | Brynte Johan Aurell                  |            |
| 1748-1761 | Johan Waldius                        |            |
| 1761-1774 | Olof Risell                          |            |
| 1774-1787 | Johan Forseman                       |            |
| 1787-1808 | Bengt Teodor Junbeck                 |            |
| 1810-1848 | Gustaf Boheman                       |            |
| 1848-1858 | Gustaf Wilhelm Leuhusen              |            |
| 1859-1892 | Carl Erik August Landegren           |            |
| 1893-1921 | Peter Lamech Petersson               |            |
| 1921-1947 | Sigurd Nyrén                         |            |
| 1947-1967 | Walter Behrman                       | 1900–1973  |
| 1967-1970 | Göran Åström                         |            |